# برايان بانون
برايان بانون هو سياسي أسترالي، ولد في 22 أغسطس 1930، وتوفي في 6 أكتوبر 2017. نشط حزبياً في حزب العمال الأسترالي. وقد انتخب عضو الجمعية التشريعية لنيو ساوث ويلز ‏.